# Disney's BoardWalk Resort
Disney's BoardWalk Resort is een hotel- en entertainmentcomplex in het Walt Disney World Resort in Orlando in de Amerikaanse staat Florida. Het BoardWalk Resort, dat zich tussen Magic Kingdom, Epcot en Disney's Hollywood Studios bevindt, opende voor het eerst haar deuren in 1996. Het resort is eigendom van en wordt beheerd door Walt Disney Parks and Resorts.

## Disney's BoardWalk Inn

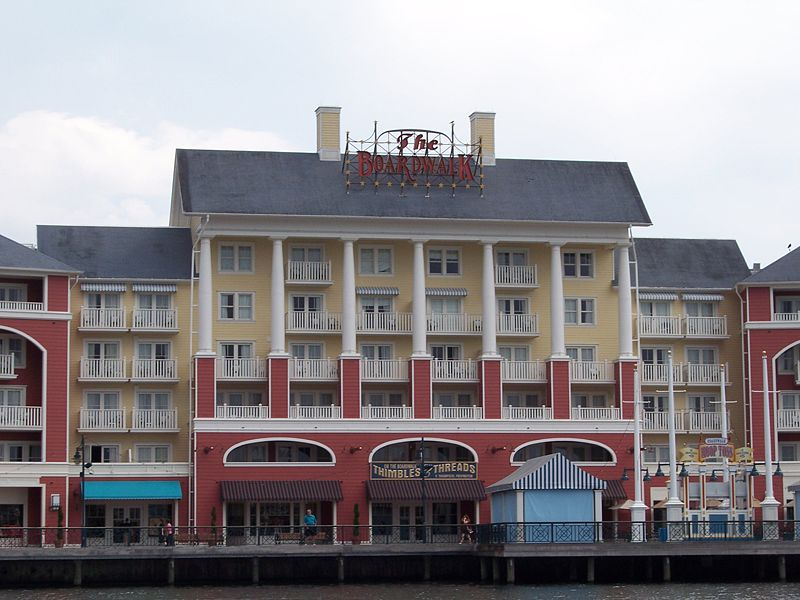
Jellyrolls

Een van Walt Disney World's "deluxe resorts", the BoardWalk Inn, biedt een decor geïnspireerd op het noordoosten van de Verenigde Staten in de 20e eeuw.

## Disney's BoardWalk Villas
De BoardWalk Villas maken deel uit van een zijn speciaal gemaakt voor de leden van de Disney Vacation Club.

## Disney's BoardWalk

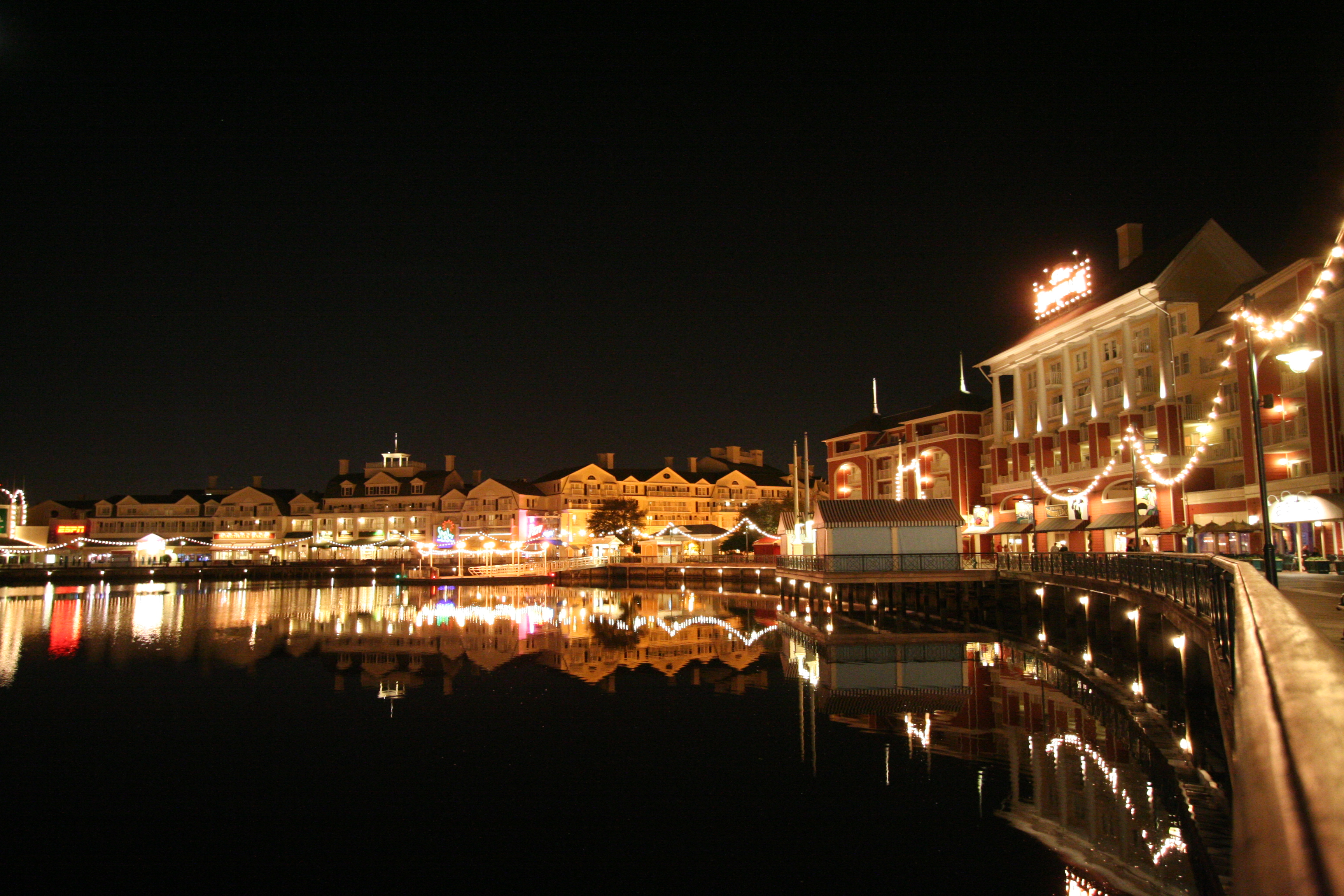
De BoardWalk 's avonds

The BoardWalk entertainment district is een 400 meter lange authentieke boulevard, die moet lijken op Coney Island, New York. Gasten kunnen hier fietsen huren, waarmee ze het hele Epcot resort rond kunnen fietsen.